# Lercanidipino
El lercanidipino, o lercanidipina, es un fármaco bloqueador de los canales de calcio perteneciente al grupo de las dihidropiridinas utilizado en medicina como antihipertensivo.

## Mecanismo de acción
De forma similar a otros bloqueadores de los canales de calcio impide el paso de los iones de calcio a través de los canales del calcio localizados en músculo liso vascular y cardíaco. Como consecuencia produce vasodilatación en las arteriolas, reduciendo así la resistencia periférica y la presión arterial.
El lercanidipino es muy selectivo del tejido vascular por lo que consigue reducir la presión arterial sin reducir la fuerza de contracción del corazón.

## Farmacocinética

### Absorción
Administrado por vía oral, alcanza la concentración plasmática máxima entre 1,5 y 3 horas.
El lercanidipino administrado oralmente sufre un elevado metabolismo de primer paso hepático.
Cuando se administra por vía oral hasta dos horas después de una comida rica en grasas aumenta la biodisponibilidad hasta cuatro veces.

### Distribución
Se une a las proteínas plasmáticas prácticamente en su totalidad.

### Metabolismo
Se metaboliza fundamentalmente en el hígado a través del CYP3A4, originando metabolitos sin actividad farmacológica.

### Eliminación
Aproximadamente, el 50% se elimina con la orina.
La semivida terminal del lercanidipino es de 8 a 10 horas, pero la acción terapéutica dura hasta 24 horas debido a su elevada liposolubilidad.

### Farmacocinética en poblaciones especiales
En pacientes con insuficiencia renal grave se produce un aumento de hasta el 70% de los niveles plasmáticos de lercanidipino.
En pacientes con insuficiencia hepática moderada o grave se produce un incremento de la biodisponibilidad de lercanidipino.

## Indicaciones
Este fármaco se utiliza en el tratamiento de la hipertensión arterial esencial leve o moderada.
Puede utilizarse en monoterapia o en combinación con otros fármacos antihipertensivos.[cita requerida]

## Posología
Las dosis habituales de lercanidipino pueden variar de 10 a 20 mg al día.

## Contraindicaciones
El uso de lercanidipino está contraindicado en los siguientes casos: 
- Hipersensibilidad al principio activo.[1]
- Durante el embarazo y la lactancia.[1]
- Mujeres en edad fértil salvo que utilicen un método anticonceptivo eficaz.[1]
- Obstrucción del ventrículo izquierdo.[1]
- Insuficiencia cardíaca congestiva no tratada.[1]
- Angina de pecho inestable.[1]
- Insuficiencia hepática grave.[1]
- Insuficiencia renal grave, incluidos pacientes en diálisis.[1]
- Durante el primer mes tras un infarto de miocardio.[1]
- Pacientes en tratamiento con inhibidores potentes del CYP3A4 o ciclosporina.[1]
- Uso simultáneo al consumo de pomelo o zumo de pomelo.[1]

## Precauciones
Debe tenerse precaución en el uso de lercanidipino en pacientes con síndrome del seno cardíaco no tratado, en pacientes con disfunción del ventrículo izquierdo y en pacientes con enfermedad cardíaca isquémica.
En pacientes con disfunción renal o hepática deberá tenerse precaución al inicio del tratamiento o en caso de incrementar la dosificación, pudiendo requerirse un ajuste individualizado de la dosis.
En pacientes en diálisis peritoneal se puede observar turbidez en la vía de salida peritoneal. Esto es debido al incremento de triglicéridos ocasionado por el lercanidipino por un mecanismo no conocido, pero no debe confundirse con una peritonitis infecciosa.
Los inductores del CYP3A4 como fenitoína, carbamazepina y rifampicina pueden reducir las concentraciones plasmáticas de lercanidipino y, en consecuencia, reducir su eficacia antihipertensiva.
Debe evitarse el consumo de alcohol porque puede incrementar el efecto antihipertensivo de los medicamentos vasodilatadores.

## Reacciones adversas
Las reacciones adversas más frecuentes que puede producir el lercanidipino son: edema periférico, cefalea, rubefacción, taquicardia y palpitaciones.
También puede producir con menos frecuencia otras reacciones adversas a nivel del sistema nervioso central (mareos, somnolencia y síncope), a nivel vascular (hipotensión), a nivel osteomuscular (mialgia), a nivel digestivo (dispepsia, náuseas, dolor abdominal, vómitos o diarrea), a nivel genitourinario (poliuria y poliaquiuria), a nivel dermatológico (erupciones cutáneas, prurito, urticaria o angioedema) y a nivel hepatobiliar (aumento de las transaminasas). También puede ocasionar trastornos generales como astenia o fatiga.

## Estereoquímica
El lercanidipino contiene un estereocentro y consta de dos enantiómeros. Se presenta como mezcla racémica de ambos enantiómeros. La actividad antihipertensiva se debe principalmente a su enantiómero-S.
| Enantiómeros de lercanidipino | Enantiómeros de lercanidipino |
| ----------------------------- | ----------------------------- |
| CAS-Nummer: 185197-70-0       | CAS-Nummer: 185197-71-1       |